# Studenti Tirana (piłka siatkowa)
Studenti Tirana (znany także jako Studenti Volley) – albański zespół siatkarski stanowiący sekcję w ramach klubu sportowego Studenti (alb. Klubi Sportiv Studenti) założonego w 1953 roku. W swojej historii piętnaście razy zdobył mistrzostwo Albanii i siedemnaście razy krajowy puchar. W latach 2000-2016 zdominował albańskie rozgrywki, zdobywając większość krajowych trofeów.
Wielokrotnie uczestniczył w europejskich pucharach.
Swoje mecze domowe rozgrywa w Pałacu Sportu „Asllan Rusi” (alb. Pallati i sportit „Asllan Rusi”).

## Osiągnięcia
- Mistrzostwo Albanii: 1995, 2000, 2002, 2003, 2004, 2005, 2007, 2008, 2009, 2010, 2012, 2013, 2014, 2015, 2016
- Puchar Albanii: 1995, 1997, 2001, 2002, 2004, 2005, 2006, 2007, 2008, 2009, 2010, 2011, 2012, 2013, 2014, 2015, 2016
- Puchar FSHV: 2015

## Udział w europejskich pucharach
| Sezon     | Rozgrywki                 | Osiągnięcie             |
| --------- | ------------------------- | ----------------------- |
| 1993/1994 | Puchar CEV                | II runda kwalifikacyjna |
| 1994/1995 | Puchar CEV                | I runda kwalifikacyjna  |
| 1995/1996 | Puchar Europy             | I runda kwalifikacyjna  |
| 1995/1996 | Puchar CEV                | II runda kwalifikacyjna |
| 1997/1998 | Puchar Zdobywców Pucharów | I runda kwalifikacyjna  |
| 1997/1998 | Puchar CEV                | II runda kwalifikacyjna |
| 1999/2000 | Puchar Zdobywców Pucharów | II runda kwalifikacyjna |
| 2000/2001 | Puchar Top Teams          | runda kwalifikacyjna    |
| 2000/2001 | Puchar CEV                | II runda kwalifikacyjna |
| 2001/2002 | Puchar Top Teams          | runda kwalifikacyjna    |
| 2001/2002 | Puchar CEV                | II runda kwalifikacyjna |
| 2002/2003 | Puchar Top Teams          | II runda kwalifikacyjna |
| 2003/2004 | Puchar Top Teams          | II runda kwalifikacyjna |
| 2004/2005 | Puchar Top Teams          | runda kwalifikacyjna    |
| 2005/2006 | Puchar Top Teams          | wycofał się             |
| 2009/2010 | Puchar Challenge          | II runda kwalifikacyjna |
| 2010/2011 | Puchar Challenge          | I runda kwalifikacyjna  |
| 2012/2013 | Puchar Challenge          | II runda kwalifikacyjna |
| 2014/2015 | Puchar Challenge          | 1/32 finału             |
| 2015/2016 | Puchar Challenge          | 1/32 finału             |
| 2016/2017 | Puchar Challenge          | 1/16 finału             |
| Źródło:   |                           |                         |